# Kossuth Fantasztikus sorozat
A Kossuth Fantasztikus sorozat 1970 és 1975 között jelent meg Kuczka Péter szerkesztésében. Bár a Kossuth Könyvkiadó több fantasztikus művet kiadott annak idején, mégis ez a 17 könyvet tartják a kiadó legszínvonalasabb sci-fi műveinek. Érdekessége, hogy az adott korszakban a drágább könyvek közé tartoztak, és kemény borítóval jelentek meg.

## A könyvek, kiadási sorrendben
| Szerző(k)                       | Mű(vek) címe(i)                                   | Kiadás dátuma |
| ------------------------------- | ------------------------------------------------- | ------------- |
| Alekszandr Beljajev             | Az utolsó atlantiszi - A levegőkereskedő          | (1970)        |
| Olaf Stapledon                  | Szíriusz                                          | (1970)        |
| Bernhard Kellermann             | Az alagút                                         | (1970)        |
| Frederik Pohl - C. M. Kornbluth | A Venus-üzlet                                     | (1971)        |
| Komacu Szakjó                   | A holnap elrablói                                 | (1971)        |
| Arkagyij és Borisz Sztrugackij  | Nehéz istennek lenni - A hétfő szombaton kezdődik | (1971)        |
| Kurt Vonnegut                   | Utópia 14                                         | (1972)        |
| Francis Carsac                  | A világűr Robinsonjai                             | (1972)        |
| Michael Crichton                | Az Androméda-törzs                                | (1972)        |
| Ivan Jefremov                   | A bika órája                                      | (1972)        |
| Arthur C. Clarke                | Holdrengés                                        | (1973)        |
| Andre Norton                    | Sargasso a világűrben                             | (1973)        |
| Sam J. Lundwall                 | Visszatérés a Földre - Alice világa               | (1973)        |
|                                 | A holnap meséi (Írások a sci-firől)               | (1973)        |
| Mihail Jemcev - Jeremej Parnov  | Dirac-tenger                                      | (1973)        |
| Csernai Zoltán                  | Titok a világ tetején - Az özönvíz balladája      | (1974)        |
| Michael Crichton                | Az átprogramozott ember                           | (1974)        |
| Kir Bulicsov                    | Az utolsó háború                                  | (1975)        |